# Пудар
Пудар је човек који чува виноград. Бави се и пословима који су неопходни да би род грожђа био што бољи и већи (орезивање, прскање, окопавање...). Обично станује у кућици са окућницом која је у оквиру винограда. У кућици у којој живи, живи и његова породица. Жену му зову „пударуша“.